# Heinrich Břetislav III.
Heinrich Břetislav III. (nach der Bischofsliste von Prag: Heinrich (Břetislav), tschechisch Jindřich Břetislav; † 15. Juni 1197 in Eger) war 1182–1197 Bischof von Prag und 1193–1197 Herzog von Böhmen.

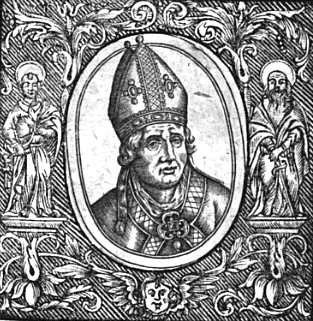

## Leben
Heinrichs Geburtsdatum ist nicht bekannt. Sein Vater Heinrich war ein Bruder des böhmischen Königs Vladislav II.; seine Mutter hieß Margarethe. Nach Studien in Paris kehrte Heinrich nach Böhmen zurück, wurde zum Priester geweiht und zum Propst von Vyšehrad ernannt. Am 25. März 1182 wählte ihn das Prager Domkapitel zum Nachfolger des verstorbenen Bischofs Valentin Wolist. Die Bischofsweihe erfolgte am 23. Mai des Jahres in Mainz.
Ein Streitpunkt zwischen der geistlichen und der weltlichen Macht in Böhmen war die Verfügungsgewalt über die kirchlichen Güter. Im Jahr 1187 trug Bischof Heinrich Břetislav eine entsprechende Beschwerde über Herzog Friedrich dem Kaiser Friedrich Barbarossa vor. Daraufhin ernannte der Kaiser den Prager Bischof zum Reichsfürsten und bestimmte, dass er künftig nur dem Kaiser untertan sei. Dadurch kam es auch zu einer Trennung zwischen Kirche und böhmischem Staat, da die bischöflichen Güter nicht mehr zum Herrschaftsbereich der böhmischen Herzöge gehörten. Der Status des Prager Bischofs als Reichsfürst überdauerte allerdings die Amtszeit Heinrich Břetislavs nicht. Sein Nachfolger Daniel II. (Milík) wurde wieder vom böhmischen Herzog eingesetzt.
Nach dem Tod des Konrad III. Otto 1191 wurde Wenzel II. zum Herzog gewählt. Seine Herrschaft dauerte jedoch nur drei Monate. Auch der nächste Herzog Ottokar I. Přemysl konnte in seiner ersten Amtsperiode nur eine kurze Zeit (1192–1193) herrschen. Er wurde von Heinrich VI. abgesetzt und durch Heinrich Břetislav ersetzt. Durch sein Doppelamt als Herzog und Bischof war Heinrich Břetislav der letzte böhmische Herrscher, der sowohl über Böhmen und Mähren als auch über die kirchlichen Güter herrschte. Ottokar I. floh, bedrohte seinen Nachfolger aber auch in den folgenden Jahren.
1194 sandte Heinrich Břetislav böhmische Soldaten nach Meißen, die diese Region verwüsteten. Als Buße versprach er dem Kaiser die Teilnahme am Kreuzzug Heinrichs VI. Da dieser verlegt werden musste und erst 1197 stattfand, konnte Heinrich Břetislav wegen einer Erkrankung daran nicht mehr teilnehmen. Im selben Jahr besuchte mit Peter von Capua der erste päpstliche Legat nach mehr als einem Jahrhundert Prag und stellte fest, dass Heinrich Břetislav die Interessen der Kirche sehr schlecht vertrat.
Nachdem Ottokar I. Prag angegriffen hatte, konnte sein Heer zurückgeschlagen werden. Trotzdem ließ sich der kranke Heinrich Břetislav nach Eger bringen. Dort starb er kurze Zeit später. Sein Leichnam wurde in der Kirche des Klosters Doksany neben seiner Mutter Margarethe bestattet.